# De zwangere
De zwangere is een olieverfschilderij van de Italiaanse schilder Rafaël Santi, geschilderd tussen 1505 en 1506 tijdens zijn verblijf in Florence. Het hangt in het Palazzo Pitti te Florence. 

## Afbeelding
Het schilderij toont een zwangere vrouw die haar hand laat rusten op haar buik. Over haar identiteit is vaak gespeculeerd. Ze wordt wel aangeduid als Emilia Pia da Montefeltro, maar ook wel als een lid van de Bufalini familie uit Città di Castello. Schilderijen van zwangere vrouwen zijn ongebruikelijk in de renaissance. Het werk werd pas in de negentiende eeuw definitief toegewezen aan Rafaël.